# Skrúður
Skrúður är en ö i republiken Island. Den ligger i regionen Austurland, i den östra delen av landet. Natten mellan den 25 och den 26 december 1986 gick det brittiska tankfartyget Syneta på grund vid Skrúður och sjönk.